# ВВС Дальневосточного фронта
ВВС Дальневосточного фронта (ВВС ЮЗФ) — оперативное объединение фронтовой авиации, предназначенное для решения боевых задач (ведения боевых действий) во взаимодействии (в совместных операциях) с другими видами Вооружённых Сил Союза ССР, а также проведения самостоятельных воздушных операций.

## Первое формирование

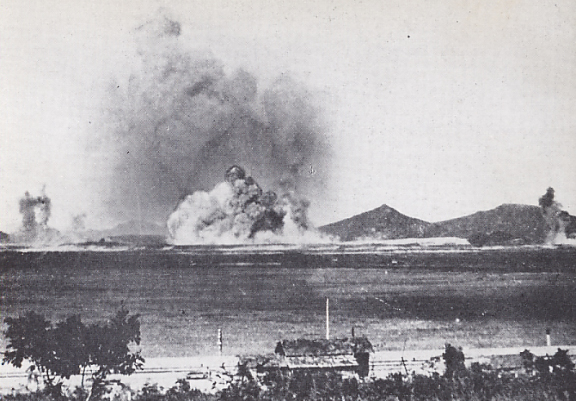
Бомбардировка силами ВВС фронта сопки Заозёрная. Июль 1938 года. Озеро Хасан.

### История и боевой путь
ВВС фронта созданы одновременно с формированием Дальневосточного фронта, который создан приказам Наркома обороны Союза ССР от 28 июня 1938 (в соответствии с постановлением Главного военного совета РККА от 8 июня 1938 года). ВВС фронта сформированы на базе ВВС Особой Краснознамённой Дальневосточной армии. В состав ВВС фронта вошли управление, ВВС 1-й и 2-я армии, а также ВВС Хабаровской группы войск.
С 29 июля по 11 августа 1938 ВВС фронта принимали участие в конфликте у озера Хасан. После окончания боевых действий решением Главного военного совета РККА от 31 августа 1938 года управление фронта и ВВС были расформированы. Из ВВС фронта сформированы ВВС 1-й и 2-я армии.

### В составе
Находились в составе Дальневосточного фронта.
| Подчинение            | Период                  |
| --------------------- | ----------------------- |
| Дальневосточный фронт | 28.06.1938 — 04.09.1938 |

### Состав
В состав ВВС фронта входили:
| - ВВС 1-й Отдельной Краснознамённой армии - 5-я авиационная бригада - 12-я авиационная бригада - 25-я авиационная бригада - 53-я авиационная бригада - 61-я авиационная бригада - 72-я авиационная бригада - 26-й бригадный авиационный район - 27-й бригадный авиационный район - 28-й бригадный авиационный район - 2-й штурмовой авиационный полк - 8-й штурмовой авиационный полк - 10-й бомбардировочный авиационный полк - 14-й бомбардировочный авиационный полк - 36-й бомбардировочный авиационный полк - 40-й истребительный авиационный полк - 47-й истребительный авиационный полк - 48-й истребительный авиационный полк - 55-й бомбардировочный авиационный полк - 57-й скоростной бомбардировочный авиационный полк - 59-й скоростной бомбардировочный авиационный полк - 71-й авиационный полк - 79-й авиационный полк - 143-й авиационный полк - 21-я дальнеразведывательная авиационная эскадрилья - 45-я тяжело-бомбардировочная авиационная эскадрилья - 59-я авиационная эскадрилья - 68-я легко-бомбардировочная авиационная эскадрилья - 17-я авиационно-техническая рота - 3-й аэрофотосъемочный авиационный отряд - 15-й авиационный отряд - 18-й транспортный авиационный отряд |

## Второе формирование

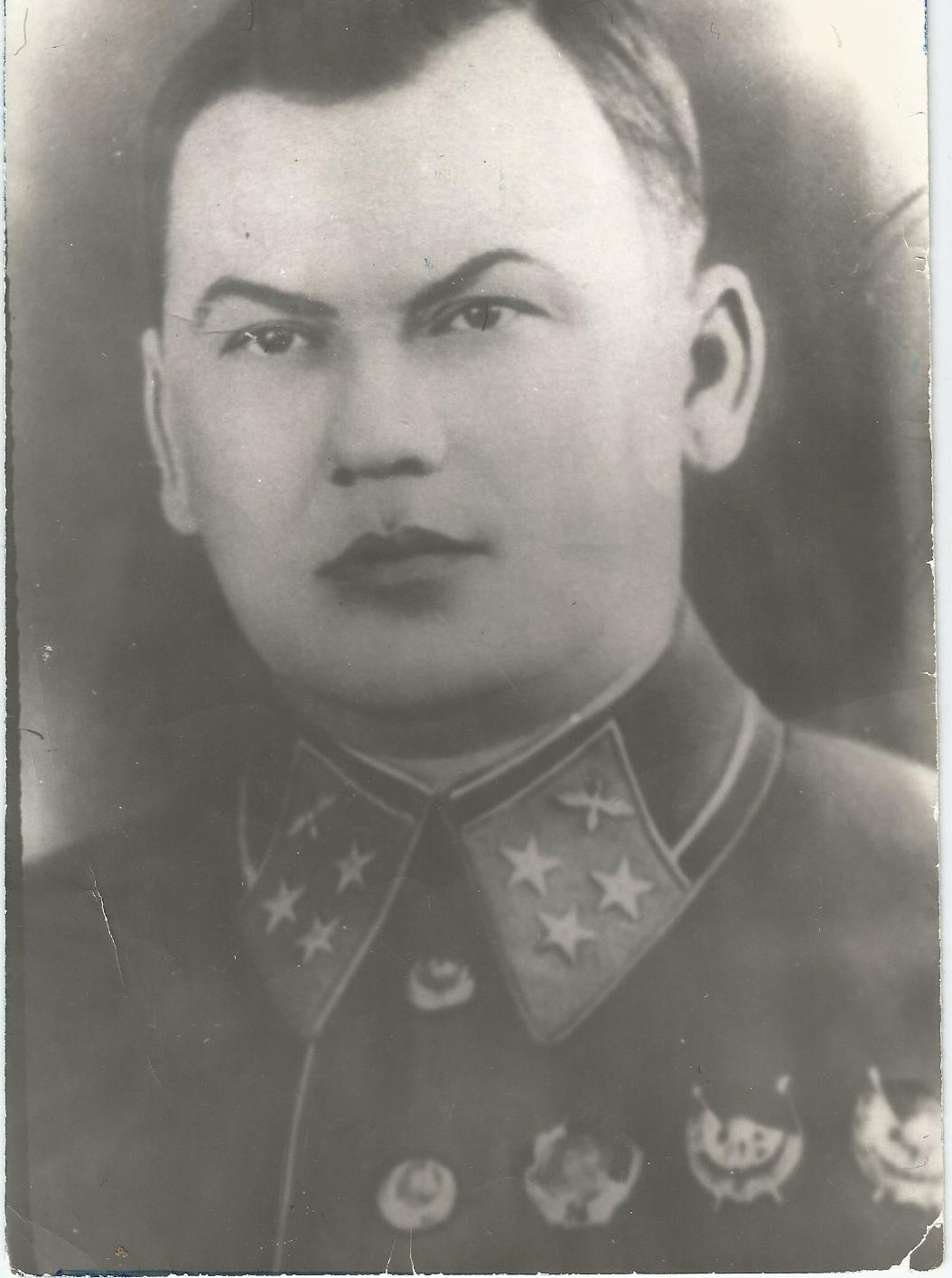
Командующий ВВС фронта
генерал-лейтенант авиации К. М. Гусев.

### История наименований
- ВВС Дальневосточного фронта
- 9-я воздушная армия (15.08.1942 г.);
- 10-я воздушная армия (15.08.1942 г.);
- 11-я воздушная армия (15.08.1942 г.);

### История и боевой путь
Приказом Народного Комиссара Обороны от 21 июня 1940 года № 0029 с 1 июля 1940 года в связи с проводимой реорганизацией управления войск Дальнего Востока и Забайкальского военного округа сформирован Дальневосточный фронт, в составе которого по штату 2/804 КОВО сформировано управление ВВС фронта. В состав ВВС фронта вошли 1-й Краснознаменной (в полном составе, ВВС 15-й (12-й истребительный авиаполк), 2-й Краснознаменной армий (25 и 28 авиабригады) и части, непосредственно подчиненные командованию Дальне-Восточного фронта: 5-я авиационная дальне-бомбардировочная бригада (Воздвиженка), 8-й и 22-й дальне-бомбардировочные авиаполки (Хабаровск и Возжаевка), 20-я истребительная авиабригада (Хабаровск), 60-й истребительный авиаполк (Комсомольск).
С началом войны 22 июня 1941 года в состав ВВС вошла авиация вновь сформированных 25-й и 35-й армий. ВВС фронта с началом войны боевых действий не вели, выполняли задачи по охране и обороне государственных границ СССР, а также вели подготовку кадров для фронта.
Приказом НКО СССР от 27 июля 1942 года Военно-Воздушные Силы Дальневосточного Фронта 15 августа 1942 года обращены на формирование 9-й, 10-й и 11-й воздушных армий Дальневосточного фронта.

### Командующие
- Герой Советского Союза генерал-лейтенант авиации Проскуров Иван Иосифович — с сентября 1940 года по 25 октября 1940 года.
- Генерал-лейтенант авиации Гусев Константин Михайлович — с декабря 1940 года по 17 июля 1941 года. Арестован и расстрелян 23 февраля 1942 года.
- Генерал-полковник авиации Жигарев Павел Фёдорович — с 26 апреля 1942 года по 15 августа 1942 года.

### В составе
Находились в составе Дальневосточного фронта.
| Подчинение            | Период                  |
| --------------------- | ----------------------- |
| Дальневосточный фронт | 01.07.1940 — 15.08.1942 |

### Состав

#### 1941 год
| - ВВС 1-й армии - 32-я смешанная авиационная дивизия - 34-я смешанная авиационная дивизия - 79-я истребительная авиационная дивизия (в стадии формирования) - ВВС 2-й армии - 31-я смешанная авиационная дивизия - 319-й разведывательный авиационный полк - ВВС 15-й армии - 69-я смешанная авиационная дивизия - 18-я корректировочная авиационная эскадрилья - ВВС 25-й армии - 70-я смешанная авиационная дивизия - 39-я корректировочная авиационная эскадрилья - 59-я корректировочная авиационная эскадрилья - Соединения и части фронтового подчинения: - 5-й авиационный корпус дальней бомбардировочной авиации - 33-я бомбардировочная авиационная дивизия - 53-я бомбардировочная авиационная дивизия - 29-я истребительная авиационная дивизия - 5-я смешанная авиационная бригада - 71-й смешанный авиационный полк - 168-й резервный авиационный полк - 18-й истребительный авиационный полк |

| - ВВС 1-й армии - 32-я смешанная авиационная дивизия - 34-я смешанная авиационная дивизия - 79-я истребительная авиационная дивизия - ВВС 2-й армии - 3-й истребительный авиационный полк - 14-й истребительный авиационный полк - 306-й истребительный авиационный полк - 22-й дальнебомбардировочный авиационный полк - 319-й разведывательный авиационный полк - ВВС 15-й армии - 69-я смешанная авиационная дивизия - ВВС 25-й армии - 70-я смешанная авиационная дивизия - Соединения и части фронтового подчинения: - 5-й авиационный корпус дальней бомбардировочной авиации - 33-я бомбардировочная авиационная дивизия - 53-я бомбардировочная авиационная дивизия - 29-я истребительная авиационная дивизия - 5-я смешанная авиационная бригада - 251-й бомбардировочный авиационный полк - 71-й смешанный авиационный полк |

| - ВВС 1-й армии - 32-я смешанная авиационная дивизия - 34-я смешанная авиационная дивизия - 79-я истребительная авиационная дивизия - ВВС 2-й армии - 3-й истребительный авиационный полк - 14-й истребительный авиационный полк - 306-й истребительный авиационный полк - 22-й дальнебомбардировочный авиационный полк - 312-й разведывательный авиационный полк - ВВС 15-й армии - 69-я смешанная авиационная дивизия - ВВС 25-й армии - 70-я смешанная авиационная дивизия - Соединения и части фронтового подчинения: - 29-я истребительная авиационная дивизия - 5-я смешанная авиационная бригада - 251-й бомбардировочный авиационный полк - 71-й смешанный авиационный полк |

| - ВВС 1-й армии - 32-я смешанная авиационная дивизия - 34-я смешанная авиационная дивизия - 83-я смешанная авиационная дивизия - 79-я истребительная авиационная дивизия - 26-я корректировочная авиационная эскадрилья - 59-я корректировочная авиационная эскадрилья - ВВС 2-й армии - 3-й истребительный авиационный полк - 14-й истребительный авиационный полк - 306-й истребительный авиационный полк - 22-й дальнебомбардировочный авиационный полк - ВВС 15-й армии - 69-я смешанная авиационная дивизия - ВВС 25-й армии - 70-я смешанная авиационная дивизия - 39-я корректировочная авиационная эскадрилья - 43-я корректировочная авиационная эскадрилья - ВВС 35-й армии - 48-й истребительный авиационный полк - 308-й истребительный авиационный полк - Соединения и части фронтового подчинения: - 5-й авиационный корпус дальней бомбардировочной авиации - 33-я бомбардировочная авиационная дивизия - 53-я бомбардировочная авиационная дивизия - 29-я истребительная авиационная дивизия - 5-я смешанная авиационная бригада - 251-й бомбардировочный авиационный полк - 71-й смешанный авиационный полк - 319-й разведывательный авиационный полк |

| - ВВС 1-й армии - 33-я бомбардировочная авиационная дивизия - 32-я смешанная авиационная дивизия - 34-я смешанная авиационная дивизия - 83-я смешанная авиационная дивизия - 79-я истребительная авиационная дивизия - 26-я корректировочная авиационная эскадрилья - 59-я корректировочная авиационная эскадрилья - 137-я разведывательная авиационная эскадрилья - ВВС 2-й армии - 95-я истребительная авиационная дивизия - 82-я бомбардировочная авиационная дивизия - ВВС 15-й армии - 69-я смешанная авиационная дивизия - 251-й бомбардировочный авиационный полк - 140-я разведывательная авиационная эскадрилья - ВВС 25-й армии - 70-я смешанная авиационная дивизия - 39-я корректировочная авиационная эскадрилья - 138-я разведывательная авиационная эскадрилья - ВВС 35-й армии - 79-я истребительная авиационная дивизия - 18-я разведывательная авиационная эскадрилья - Соединения и части фронтового подчинения: - 53-я бомбардировочная авиационная дивизия - 29-я истребительная авиационная дивизия - 5-я смешанная авиационная бригада - 139-й бомбардировочный авиационный полк - 71-й смешанный авиационный полк - 168-й разведывательный авиационный полк |

| - ВВС 1-й армии - 33-я смешанная авиационная дивизия - 32-я смешанная авиационная дивизия - 34-я смешанная авиационная дивизия - 83-я смешанная авиационная дивизия - 26-я корректировочная авиационная эскадрилья - 59-я корректировочная авиационная эскадрилья - 137-я разведывательная авиационная эскадрилья - ВВС 2-й армии - 95-я смешанная авиационная дивизия - 96-я смешанная авиационная дивизия - 82-я бомбардировочная авиационная дивизия - 140-я разведывательная авиационная эскадрилья - ВВС 15-й армии - 69-я смешанная авиационная дивизия - 97-я смешанная авиационная дивизия - 139-я разведывательная авиационная эскадрилья - ВВС 25-й армии - 70-я смешанная авиационная дивизия - 99-я смешанная авиационная дивизия - 138-я разведывательная авиационная эскадрилья - ВВС 35-й армии - 29-я истребительная авиационная дивизия - 53-я смешанная авиационная дивизия - 79-я смешанная авиационная дивизия - 18-я разведывательная авиационная эскадрилья - Соединения и части фронтового подчинения: - 5-я смешанная авиационная бригада - 139-й бомбардировочный авиационный полк - 251-й дальнебомбардировочный авиационный полк - 71-й смешанный авиационный полк - 169-й разведывательный авиационный полк |

| - ВВС 1-й армии - 33-я смешанная авиационная дивизия - 32-я смешанная авиационная дивизия - 34-я смешанная авиационная дивизия - 98-я смешанная авиационная дивизия - ВВС 2-й армии - 95-я смешанная авиационная дивизия - 96-я смешанная авиационная дивизия - 82-я бомбардировочная авиационная дивизия - ВВС 15-й армии - 69-я смешанная авиационная дивизия - 97-я смешанная авиационная дивизия - ВВС 25-й армии - 70-я смешанная авиационная дивизия - 83-я смешанная авиационная дивизия - ВВС 35-й армии - 79-я смешанная авиационная дивизия - 18-я разведывательная авиационная эскадрилья - Соединения и части фронтового подчинения: - 99-я смешанная авиационная дивизия - 53-я смешанная авиационная дивизия - 5-я смешанная авиационная бригада - 71-й смешанный авиационный полк - 139-й бомбардировочный авиационный полк - 251-й дальнебомбардировочный авиационный полк - 169-й разведывательный авиационный полк - 26-я корректировочная авиационная эскадрилья - 59-я корректировочная авиационная эскадрилья - 137-я разведывательная авиационная эскадрилья - 138-я разведывательная авиационная эскадрилья - 139-я разведывательная авиационная эскадрилья - 140-я разведывательная авиационная эскадрилья |

| - ВВС 1-й армии - 32-я истребительная авиационная дивизия - 33-я смешанная авиационная дивизия - 34-я смешанная авиационная дивизия - 98-я смешанная авиационная дивизия - 59-я корректировочная авиационная эскадрилья - 137-я разведывательная авиационная эскадрилья - ВВС 2-й армии - 95-я истребительная авиационная дивизия - 96-я смешанная авиационная дивизия - 82-я бомбардировочная авиационная дивизия - 140-я разведывательная авиационная эскадрилья - 328-я корректировочная авиационная эскадрилья - ВВС 15-й армии - 69-я смешанная авиационная дивизия - 97-я смешанная авиационная дивизия - 139-я разведывательная авиационная эскадрилья - 329-я корректировочная авиационная эскадрилья - ВВС 25-й армии - 70-я смешанная авиационная дивизия - 83-я смешанная авиационная дивизия - 99-я смешанная авиационная дивизия - 138-я разведывательная авиационная эскадрилья - 330-я корректировочная авиационная эскадрилья - ВВС 35-й армии - 79-я смешанная авиационная дивизия - 18-я разведывательная авиационная эскадрилья - 130-я корректировочная авиационная эскадрилья - Соединения и части фронтового подчинения: - 29-я истребительная авиационная дивизия - 53-я смешанная авиационная дивизия - 5-я смешанная авиационная бригада - 71-й смешанный авиационный полк - 139-й бомбардировочный авиационный полк - 251-й дальнебомбардировочный авиационный полк - 168-й разведывательный авиационный полк - 110-я корректировочная авиационная эскадрилья |

#### 1942 год
| - ВВС 1-й армии - 32-я истребительная авиационная дивизия - 33-я смешанная авиационная дивизия - 34-я смешанная авиационная дивизия - 98-я смешанная авиационная дивизия - 26-я корректировочная авиационная эскадрилья - 59-я корректировочная авиационная эскадрилья - 137-я разведывательная авиационная эскадрилья - ВВС 2-й армии - 95-я истребительная авиационная дивизия - 96-я смешанная авиационная дивизия - 82-я бомбардировочная авиационная дивизия - 140-я разведывательная авиационная эскадрилья - 328-я корректировочная авиационная эскадрилья - ВВС 15-й армии - 69-я смешанная авиационная дивизия - 97-я смешанная авиационная дивизия - 329-я корректировочная авиационная эскадрилья - ВВС 25-й армии - 70-я смешанная авиационная дивизия - 83-я бомбардировочная авиационная дивизия - 93-я смешанная авиационная дивизия - 39-я разведывательная авиационная эскадрилья - 330-я корректировочная авиационная эскадрилья - ВВС 35-й армии - 79-я смешанная авиационная дивизия - 18-я разведывательная авиационная эскадрилья - 130-я корректировочная авиационная эскадрилья - Соединения и части фронтового подчинения: - 29-я истребительная авиационная дивизия - 53-я бомбардировочная авиационная дивизия - 5-я смешанная авиационная бригада - 71-й смешанный авиационный полк - 139-й штурмовой авиационный полк - 251-й дальнебомбардировочный авиационный полк - 168-й разведывательный авиационный полк |

| - ВВС 1-й армии - 32-я смешанная авиационная дивизия - 33-я смешанная авиационная дивизия - 34-я смешанная авиационная дивизия - 98-я смешанная авиационная дивизия - безномерной авиационный полк - 26-я корректировочная авиационная эскадрилья - 59-я корректировочная авиационная эскадрилья - 137-я разведывательная авиационная эскадрилья - 166-я разведывательная авиационная эскадрилья - ВВС 2-й армии - 95-я истребительная авиационная дивизия - 96-я смешанная авиационная дивизия - 140-я разведывательная авиационная эскадрилья - 328-я корректировочная авиационная эскадрилья - ВВС 15-й армии - 69-я смешанная авиационная дивизия - 97-я смешанная авиационная дивизия - 139-я разведывательная авиационная эскадрилья - 165-я разведывательная авиационная эскадрилья - 329-я корректировочная авиационная эскадрилья - ВВС 25-й армии - 70-я смешанная авиационная дивизия - 83-я бомбардировочная авиационная дивизия - 99-я смешанная авиационная дивизия - 138-я разведывательная авиационная эскадрилья - 168-я разведывательная авиационная эскадрилья - 39-я разведывательная авиационная эскадрилья - 330-я корректировочная авиационная эскадрилья - ВВС 35-й армии - 79-я смешанная авиационная дивизия - 18-я разведывательная авиационная эскадрилья - 130-я корректировочная авиационная эскадрилья - Соединения и части фронтового подчинения: - 82-я бомбардировочная авиационная дивизия - 29-я истребительная авиационная дивизия - 53-я бомбардировочная авиационная дивизия - 5-я смешанная авиационная бригада - 71-й смешанный авиационный полк - 139-й бомбардировочный авиационный полк - 251-й дальнебомбардировочный авиационный полк - 168-й разведывательный авиационный полк |

| - ВВС 1-й армии - 32-я смешанная авиационная дивизия - 33-я смешанная авиационная дивизия - 34-я смешанная авиационная дивизия - 98-я смешанная авиационная дивизия - 776-й легко-бомбардировочный авиационный полк - 26-я корректировочная авиационная эскадрилья - 59-я корректировочная авиационная эскадрилья - 137-я разведывательная авиационная эскадрилья - ВВС 2-й армии - 82-я бомбардировочная авиационная дивизия - 95-я истребительная авиационная дивизия - 96-я смешанная авиационная дивизия - 140-я разведывательная авиационная эскадрилья - 328-я корректировочная авиационная эскадрилья - ВВС 15-й армии - 69-я смешанная авиационная дивизия - 97-я смешанная авиационная дивизия - 139-я разведывательная авиационная эскадрилья - 329-я корректировочная авиационная эскадрилья - ВВС 25-й армии - 70-я смешанная авиационная дивизия - 83-я бомбардировочная авиационная дивизия - 99-я смешанная авиационная дивизия - 138-я разведывательная авиационная эскадрилья - 330-я корректировочная авиационная эскадрилья - ВВС 35-й армии - 79-я смешанная авиационная дивизия - 18-я разведывательная авиационная эскадрилья - 130-я корректировочная авиационная эскадрилья - Соединения и части фронтового подчинения: - 29-я истребительная авиационная дивизия - 53-я бомбардировочная авиационная дивизия - 5-я смешанная авиационная бригада - 71-й смешанный авиационный полк - 139-й бомбардировочный авиационный полк - 251-й дальнебомбардировочный авиационный полк - 168-й разведывательный авиационный полк - 97-я корректировочная авиационная эскадрилья |

| - ВВС 1-й армии - 32-я смешанная авиационная дивизия - 33-я смешанная авиационная дивизия - 34-я смешанная авиационная дивизия - 47-й истребительный авиационный полк - 536-й штурмовой авиационный полк - 776-й легко-бомбардировочный авиационный полк - 26-я корректировочная авиационная эскадрилья - 59-я корректировочная авиационная эскадрилья - 137-я разведывательная авиационная эскадрилья - ВВС 2-й армии - 82-я бомбардировочная авиационная дивизия - 96-я смешанная авиационная дивизия - 14-й истребительный авиационный полк - 529-й истребительный авиационный полк - 319-й бомбардировочный авиационный полк - ВВС 15-й армии - 76-й штурмовой авиационный полк - 300-й истребительный авиационный полк - 301-й истребительный авиационный полк - 302-й истребительный авиационный полк - 581-й скоростной бомбардировочный авиационный полк - 139-я разведывательная авиационная эскадрилья - 329-я корректировочная авиационная эскадрилья - ВВС 25-й армии - 83-я бомбардировочная авиационная дивизия - 5-й истребительный авиационный полк - 305-й истребительный авиационный полк - 582-й истребительный авиационный полк - 75-й штурмовой авиационный полк - 77-й штурмовой авиационный полк - 537-й штурмовой авиационный полк - 781-й легко-бомбардировочный авиационный полк - 138-я разведывательная авиационная эскадрилья - 39-я разведывательная авиационная эскадрилья - 330-я корректировочная авиационная эскадрилья - ВВС 35-й армии - 48-й истребительный авиационный полк - 308-й истребительный авиационный полк - 530-й истребительный авиационный полк - 782-й бомбардировочный авиационный полк - 18-я разведывательная авиационная эскадрилья - 130-я корректировочная авиационная эскадрилья - Соединения и части фронтового подчинения: - 29-я истребительная авиационная дивизия - 53-я бомбардировочная авиационная дивизия - 5-я смешанная авиационная бригада - 71-й смешанный авиационный полк - 139-й бомбардировочный авиационный полк - 251-й дальнебомбардировочный авиационный полк - 168-й разведывательный авиационный полк - 799-й смешанный авиационный полк - 97-я корректировочная авиационная эскадрилья |

| - ВВС 1-й армии - 32-я смешанная авиационная дивизия - 33-я смешанная авиационная дивизия - 34-я смешанная авиационная дивизия - 47-й истребительный авиационный полк - 78-й штурмовой авиационный полк - 536-й штурмовой авиационный полк - 776-й легко-бомбардировочный авиационный полк - 26-я корректировочная авиационная эскадрилья - 59-я корректировочная авиационная эскадрилья - 137-я разведывательная авиационная эскадрилья - ВВС 2-й армии - 82-я бомбардировочная авиационная дивизия - 96-я смешанная авиационная дивизия - 14-й истребительный авиационный полк - 529-й истребительный авиационный полк - 319-й бомбардировочный авиационный полк - 328-я корректировочная авиационная эскадрилья - 140-я разведывательная авиационная эскадрилья - ВВС 15-й армии - 76-й штурмовой авиационный полк - 300-й истребительный авиационный полк - 301-й истребительный авиационный полк - 302-й истребительный авиационный полк - 581-й скоростной бомбардировочный авиационный полк - 139-я разведывательная авиационная эскадрилья - 329-я корректировочная авиационная эскадрилья - ВВС 25-й армии - 83-я бомбардировочная авиационная дивизия - 5-й истребительный авиационный полк - 305-й истребительный авиационный полк - 582-й истребительный авиационный полк - 75-й штурмовой авиационный полк - 77-й штурмовой авиационный полк - 537-й штурмовой авиационный полк - 781-й легко-бомбардировочный авиационный полк - 138-я разведывательная авиационная эскадрилья - 39-я разведывательная авиационная эскадрилья - 330-я корректировочная авиационная эскадрилья - ВВС 35-й армии - 48-й истребительный авиационный полк - 308-й истребительный авиационный полк - 530-й истребительный авиационный полк - 782-й бомбардировочный авиационный полк - 18-я разведывательная авиационная эскадрилья - 130-я корректировочная авиационная эскадрилья - Соединения и части фронтового подчинения: - 29-я истребительная авиационная дивизия - 53-я бомбардировочная авиационная дивизия - 5-я смешанная авиационная бригада - 71-й смешанный авиационный полк - 139-й бомбардировочный авиационный полк - 251-й дальнебомбардировочный авиационный полк - 168-й разведывательный авиационный полк - 799-й смешанный авиационный полк - 97-я корректировочная авиационная эскадрилья |

| - ВВС 1-й армии - 32-я смешанная авиационная дивизия - 33-я смешанная авиационная дивизия - 34-я смешанная авиационная дивизия - 47-й истребительный авиационный полк - 78-й штурмовой авиационный полк - 536-й штурмовой авиационный полк - 776-й легко-бомбардировочный авиационный полк - 26-я корректировочная авиационная эскадрилья - 59-я корректировочная авиационная эскадрилья - 137-я разведывательная авиационная эскадрилья - ВВС 2-й армии - 82-я бомбардировочная авиационная дивизия - 96-я истребительная авиационная дивизия - 14-й истребительный авиационный полк - 529-й истребительный авиационный полк - 319-й бомбардировочный авиационный полк - 777-й легко-бомбардировочный авиационный полк - 328-я корректировочная авиационная эскадрилья - 140-я разведывательная авиационная эскадрилья - ВВС 15-й армии - 76-й штурмовой авиационный полк - 300-й истребительный авиационный полк - 301-й истребительный авиационный полк - 302-й истребительный авиационный полк - 581-й скоростной бомбардировочный авиационный полк - 139-я разведывательная авиационная эскадрилья - 329-я корректировочная авиационная эскадрилья - ВВС 25-й армии - 83-я бомбардировочная авиационная дивизия - 5-й истребительный авиационный полк - 305-й истребительный авиационный полк - 582-й истребительный авиационный полк - 75-й штурмовой авиационный полк - 77-й штурмовой авиационный полк - 537-й штурмовой авиационный полк - 781-й транспортный авиационный полк - 138-я разведывательная авиационная эскадрилья - 39-я разведывательная авиационная эскадрилья - 330-я корректировочная авиационная эскадрилья - ВВС 35-й армии - 48-й истребительный авиационный полк - 308-й истребительный авиационный полк - 530-й истребительный авиационный полк - 782-й бомбардировочный авиационный полк - 18-я разведывательная авиационная эскадрилья - 130-я корректировочная авиационная эскадрилья - Соединения и части фронтового подчинения: - 29-я истребительная авиационная дивизия - 53-я бомбардировочная авиационная дивизия - 5-я смешанная авиационная бригада - 71-й смешанный авиационный полк - 139-й бомбардировочный авиационный полк - 251-й дальнебомбардировочный авиационный полк - 902-й бомбардировочный авиационный полк - 168-й разведывательный авиационный полк - 799-й смешанный авиационный полк - 97-я корректировочная авиационная эскадрилья |

| - ВВС 1-й армии - 32-я смешанная авиационная дивизия - 33-я смешанная авиационная дивизия - 34-я смешанная авиационная дивизия - 47-й истребительный авиационный полк - 78-й штурмовой авиационный полк - 536-й штурмовой авиационный полк - 776-й легко-бомбардировочный авиационный полк - 26-я корректировочная авиационная эскадрилья - 59-я корректировочная авиационная эскадрилья - 137-я разведывательная авиационная эскадрилья - ВВС 2-й армии - 82-я бомбардировочная авиационная дивизия - 96-я истребительная авиационная дивизия - 14-й истребительный авиационный полк - 529-й истребительный авиационный полк - 319-й бомбардировочный авиационный полк - 777-й легко-бомбардировочный авиационный полк - 328-я корректировочная авиационная эскадрилья - 140-я разведывательная авиационная эскадрилья - ВВС 15-й армии - 76-й штурмовой авиационный полк - 300-й истребительный авиационный полк - 301-й истребительный авиационный полк - 302-й истребительный авиационный полк - 581-й скоростной бомбардировочный авиационный полк - 139-я разведывательная авиационная эскадрилья - 329-я корректировочная авиационная эскадрилья - ВВС 25-й армии - 83-я бомбардировочная авиационная дивизия - 5-й истребительный авиационный полк - 305-й истребительный авиационный полк - 582-й истребительный авиационный полк - 75-й штурмовой авиационный полк - 77-й штурмовой авиационный полк - 537-й штурмовой авиационный полк - 906-й штурмовой авиационный полк - 781-й транспортный авиационный полк - 138-я разведывательная авиационная эскадрилья - 39-я разведывательная авиационная эскадрилья - 330-я корректировочная авиационная эскадрилья - ВВС 35-й армии - 48-й истребительный авиационный полк - 308-й истребительный авиационный полк - 530-й истребительный авиационный полк - 782-й бомбардировочный авиационный полк - 18-я разведывательная авиационная эскадрилья - 130-я корректировочная авиационная эскадрилья - Соединения и части фронтового подчинения: - 29-я истребительная авиационная дивизия - 53-я бомбардировочная авиационная дивизия - 128-я смешанная авиационная дивизия - 5-я смешанная авиационная бригада - 71-й смешанный авиационный полк - 139-й штурмовой авиационный полк - 251-й дальнебомбардировочный авиационный полк - 168-й разведывательный авиационный полк |

| - ВВС 1-й армии - 32-я смешанная авиационная дивизия - 33-я смешанная авиационная дивизия - 34-я смешанная авиационная дивизия - 47-й истребительный авиационный полк - 78-й штурмовой авиационный полк - 536-й штурмовой авиационный полк - 776-й легко-бомбардировочный авиационный полк - 26-я корректировочная авиационная эскадрилья - 59-я корректировочная авиационная эскадрилья - 137-я разведывательная авиационная эскадрилья - ВВС 2-й армии - 82-я бомбардировочная авиационная дивизия - 96-я истребительная авиационная дивизия - 14-й истребительный авиационный полк - 529-й истребительный авиационный полк - 319-й бомбардировочный авиационный полк - 777-й легко-бомбардировочный авиационный полк - 328-я корректировочная авиационная эскадрилья - 140-я разведывательная авиационная эскадрилья - ВВС 15-й армии - 76-й штурмовой авиационный полк - 300-й истребительный авиационный полк - 301-й истребительный авиационный полк - 302-й истребительный авиационный полк - 581-й скоростной бомбардировочный авиационный полк - 139-я разведывательная авиационная эскадрилья - 329-я корректировочная авиационная эскадрилья - ВВС 25-й армии - 83-я бомбардировочная авиационная дивизия - 5-й истребительный авиационный полк - 305-й истребительный авиационный полк - 582-й истребительный авиационный полк - 75-й штурмовой авиационный полк - 77-й штурмовой авиационный полк - 537-й штурмовой авиационный полк - 906-й штурмовой авиационный полк - 781-й транспортный авиационный полк - 39-я разведывательная авиационная эскадрилья - 330-я корректировочная авиационная эскадрилья - ВВС 35-й армии - 48-й истребительный авиационный полк - 308-й истребительный авиационный полк - 530-й истребительный авиационный полк - 782-й бомбардировочный авиационный полк - 18-я разведывательная авиационная эскадрилья - 130-я корректировочная авиационная эскадрилья - Соединения и части фронтового подчинения: - 29-я истребительная авиационная дивизия - 53-я бомбардировочная авиационная дивизия - 128-я смешанная авиационная дивизия - 5-я смешанная авиационная бригада - 139-й штурмовой авиационный полк - 251-й дальнебомбардировочный авиационный полк - 168-й разведывательный авиационный полк - 97-я корректировочная авиационная эскадрилья |